# Isole Pratas
Le Isole Pratas (in cinese isole Dongsha) si trovano nel Mar Cinese Meridionale a circa 340 km a sud est di Hong Kong. Politicamente fanno parte di Taiwan ma sono rivendicate dalla Cina. Sono formate da tre isole che assieme formano un anello corallino che racchiude una laguna. L'isola maggiore, a forma di ferro di cavallo, è lunga circa 2,8 km e larga al massimo 0,85 km e da sola costituisce la quasi totalità delle terre emerse del piccolo arcipelago, in quanto le altre due non sono altro che piccoli isolotti appena affioranti dalla barriera corallina. Le isole sono disabitate, vengono saltuariamente visitate da scienziati e naturalisti che studiano la flora e la fauna locali. Spesso le isole vengono anche visitate da personale militare dei paesi che se le disputano. Nel corso degli anni trenta e quaranta furono occupate dal Giappone.
Nel 2012 è stata istituita la DARS (Dongs of Atoll Research Station) dell'Università Nazionale Sun Yat-sen per la ricerca in biologia, biogeochimica e oceanografia.